# Gira Descartable
Gira Descartable fue la tercera gira musical realizada por el cantante argentino Wos. Esta gira tuvo lugar en 2024, con el objetivo de presentar su tercer álbum de estudio titulado Descartable. Comenzó el 20 de abril en el Estadio Racing Club, en Avellaneda, donde se llevó a cabo la presentación oficial del disco con la participación de artistas invitados.
Tras este concierto inicial, que fue el único en Argentina en la primera etapa, el artista continuó la gira en Europa, con presentaciones en Irlanda, Inglaterra, Alemania, Dinamarca y España. En total, más de un millón de personas asistieron a los shows en ese continente. La gira prosiguió con conciertos en Chile y México, además de actuaciones en las ciudades argentinas de Mendoza y Córdoba.
Posteriormente, Wos se presentó en países como Perú, Paraguay, Uruguay y Costa Rica, concluyendo la gira con espectáculos en las ciudades argentinas de San Miguel de Tucumán, Corrientes y Rosario. El cierre tuvo lugar el 23 de noviembre de 2024 en el mismo escenario que albergó el final de la Gira 2024: 15 Años de Rock de Ciro y los Persas: Parque Independencia de Rosario.

## Lanzamiento del disco y gira
El 21 de marzo de 2024, Wos lanzó su tercer álbum de estudio, titulado Descartable. Este trabajo marcó su regreso a la música tras tres años desde la publicación de Oscuro éxtasis en noviembre de 2021. El disco incluye 16 canciones, siendo el álbum más extenso de su carrera hasta la fecha. Los sencillos promocionales del álbum fueron «Arrancármelo» y «Quemarás». Entre los artistas invitados en el álbum destacan Gustavo Santaolalla, Dillom, Natalia Lafourcade y el Indio Solari, quienes participaron en canciones como «Quemarás», «Cabezas cromadas», «Melancolía» y «La niebla». La producción del disco estuvo a cargo de Evlay, quien también produjo los álbumes anteriores del artista.
El 20 de abril de 2024 dio inicio a la gira de presentación del álbum con un concierto en el estadio de Racing Club, en Avellaneda. Este evento incluyó la participación de los invitados mencionados previamente, con la aparición especial de los músicos Indio Solari y Ricardo Mollo a través de las pantallas del estadio.
La gira internacional de Descartable comenzó el 16 de junio y concluyó el 16 de julio de 2024, abarcando 11 presentaciones en ciudades de España, Irlanda, Inglaterra, Alemania y Dinamarca. Las sedes incluyeron reconocidos espacios como el Village Underground de Londres, el Wizink Center de Madrid y el Pueblo Español en Barcelona. Este tour superó en alcance a las presentaciones realizadas por el artista en España durante 2023.[cita requerida]
El 16 de agosto, Wos se presentó en el Movistar Arena de Chile, regresando a ese país luego de dos años. Posteriormente, entre el 29 de agosto y el 12 de septiembre, realizó seis conciertos en México. En octubre, continuó la gira en Perú, Paraguay y Uruguay, con presentaciones en importantes recintos como el Arena 1 de Lima, el Puerto de Asunción y el Velódromo Municipal de Montevideo.
El tramo final de la gira incluyó un concierto en el Teatro Royal Center de Colombia el 25 de octubre, seguido de una presentación en el Parque Viva de Costa Rica el 2 de noviembre. El 15 de noviembre regresó a Argentina, donde cerró la gira con presentaciones en el Club Atlético Central Córdoba de Tucumán, el estadio de Boca Unidos en Corrientes, y el Predio Ferial Parque Independencia de Rosario, el 23 de noviembre de 2024.
Además, el 16 de diciembre de 2024, Wos lanzó a través de plataformas digitales una película y grabación en vivo de su concierto en el estadio de Racing Club, titulada «Descartable: En vivo Estadio Racing Club». El primer disco en vivo fue producido nuevamente por Evlay, como en los anteriores álbumes del rapero, y además se hizo cargo de la ingeniería de sonido. La mezcla estuvo bajo las órdenes de Jonathan Vainberg, y la masterización fue realizada por Javier Fracchia. Ese mismo año, el 28 de mayo, participó en la 26.ª edición de los Premios Gardel, celebrados en el Movistar Arena de Buenos Aires, donde fue nominado en la categoría Canción del Año por el tema «Investido», una colaboración con Evlay y Santiago C. Motorizado.

## Repertorio
Representa el concierto del 20 de abril de 2024 en el Estadio Racing Club.
1. Nuevas coordenadas
2. Descartable
3. ⅞
4. Andrómeda
5. Contando ovejas
6. Melón vino
7. Lleno de zafiros
8. Puaj
9. Fresco
10. Niño gordo flaco
11. Que se mejoren
12. Estímulo
13. Arrancármelo
14. Morfeo
15. Okupa
16. Que se haga tarde
17. Beatbox y batería
18. Freestyle Jam
19. Luz delito
20. Buitres
21. Culpa (con Ricardo Mollo)
22. Caída libre
23. Quemarás (con el Indio Solari)
24. Ermitaño
25. Cabezas cromadas (con Dillom)
26. Alma dinamita
27. La niebla (con Natalia Lafourcade)
28. Sur
29. Púrpura
30. Cambiando la piel/Freestyle Jam
31. Melancolía
32. La cochería
33. Canguro

## Conciertos
| Fecha                    | Ciudad                 | País       | Recinto                            |
| ------------------------ | ---------------------- | ---------- | ---------------------------------- |
| América del Sur          |                        |            |                                    |
| 20 de abril de 2024      | Avellaneda             | Argentina  | Estadio Racing Club                |
| Europa                   |                        |            |                                    |
| 16 de junio de 2024      | Dublín                 | Irlanda    | Opium                              |
| 17 de junio de 2024      | Londres                | Inglaterra | Village Underground                |
| 20 de junio de 2024      | Copenhague             | Dinamarca  | Pumpehuset                         |
| 22 de junio de 2024      | Berlín                 | Alemania   | Festsaal Kreuzberg                 |
| 27 de junio de 2024      | Bilbao                 | España     | Sala Santana 27                    |
| 29 de junio de 2024      | Barcelona              | España     | Poble Espanyol                     |
| 3 de julio de 2024       | La Coruña              | España     | Sala Pelícano                      |
| 5 de julio de 2024       | Sevilla                | España     | Plaza de España                    |
| 11 de julio de 2024      | Madrid                 | España     | WiZink Center                      |
| 13 de julio de 2024      | Murcia                 | España     | Plaza de Toros de la Condomina     |
| 16 de julio de 2024      | Valencia               | España     | Jardines de Viveros                |
| América del Sur          |                        |            |                                    |
| 16 de agosto de 2024     | Santiago de Chile      | Chile      | Movistar Arena                     |
| América del Norte        |                        |            |                                    |
| 29 de agosto de 2024     | Puebla de Zaragoza     | México     | Auditorio Explanada                |
| 31 de agosto de 2024     | Querétaro              | México     | Sala Arpa                          |
| 4 de septiembre de 2024  | Tijuana                | México     | Espacio Cultural Observatorio      |
| 6 de septiembre de 2024  | San Pedro Garza García | México     | Showcenter Complex                 |
| 7 de septiembre de 2024  | Zapopan                | México     | Guanamor Teatro Studio             |
| 12 de septiembre de 2024 | Ciudad de México       | México     | Pepsi Center WTC                   |
| América del Sur          |                        |            |                                    |
| 26 de septiembre de 2024 | Mendoza                | Argentina  | Arena Maipú                        |
| 28 de septiembre de 2024 | Córdoba                | Argentina  | Plaza de la Música                 |
| 4 de octubre de 2024     | Lima                   | Perú       | Arena 1                            |
| 12 de octubre de 2024    | Asunción               | Paraguay   | Puerto de Asunción                 |
| 19 de octubre de 2024    | Montevideo             | Uruguay    | Velódromo Municipal                |
| 25 de octubre de 2024    | Bogotá                 | Colombia   | Royal Center                       |
| América Central          |                        |            |                                    |
| 2 de noviembre de 2024   | Alajuela               | Costa Rica | Parque Viva                        |
| América del Sur          |                        |            |                                    |
| 15 de noviembre de 2024  | San Miguel de Tucumán  | Argentina  | Club Central Córdoba               |
| 21 de noviembre de 2024  | Corrientes             | Argentina  | Club Boca Unidos                   |
| 23 de noviembre de 2024  | Rosario                | Argentina  | Predio Ferial Parque Independencia |

## Países visitados
- Argentina
- Alemania
- Chile
- Colombia
- Costa Rica
- Dinamarca
- España
- Inglaterra
- Irlanda
- Paraguay
- Perú
- Uruguay

## Músicos
- Wos - Voz
- Ivanna Rud - Guitarra líder
- Evlay - Guitarra rítmica
- Francisco Azorai - Teclados
- Mariano Cantero - Percusión
- Natasha Iurcovich - Bajo
- Tomás Sainz - Batería

## Músicos invitados
- Dillom - Voz en el concierto en Racing Club
- Indio Solari - Voz virtual en el concierto en Racing Club
- Ricardo Mollo - Voz virtual en el concierto en Racing Club
- Natalia Lafourcade - Voz en el concierto en Racing Club
- Aczino - Voz en un concierto en México